# Sauce (Urugwaj)
Sauce – miasto w departamencie Canelones w Urugwaju. Znajduje się 10 km na północ od Montevideo, będąc w jego rejonie metropolitarnym.
Położone jest nad potokiem Arroyo Sauce, na węźle dróg krajowych: Ruta 6, Ruta 67, Ruta 86 oraz Ruta 107. Istnieje tu także stacja kolejowa Estación Sauce.

## Historia
Sauce zostało założone 12 października 1851 roku, a status miasta uzyskało 18 czerwca 1973 roku na mocy Ustawy nr 14.138

## Ludność
W 2004 populacja miasta wynosiła 6 574 mieszkańców. Według prognoz w 2010 roku jego populacja miała wynosić 12 041 mieszkańców.
| Rok  | Populacja |
| ---- | --------- |
| 1963 | 5,693     |
| 1975 | 6,594     |
| 1985 | 7,001     |
| 1996 | 6,828     |
| 2004 | 6,992     |

Źródło: Instituto Nacional de Estadística de Uruguay.